# Famille Exelmans
La famille Exelmans est une famille titrée sous le Ier Empire avec le titre de comte en 1813.

## Personnalités
- Rémy Joseph Isidore Exelmans (1775-1852), maréchal de France, grand chancelier de la Légion d'honneur, homme politique
- Maurice Exelmans (1816-1875), vice-amiral et préfet maritime
- Octave Exelmans[1] (20 juillet 1854 - Lyon † 25 août 1936 - Tendu), saint-cyrien (promotion du Shah, 1872-1874), général de brigade (20 décembre 1910), chevalier (29 décembre 1896), puis officier (30 décembre 1911), puis commandeur de la Légion d'honneur (16 juin 1920), médaille commémorative de la guerre 1870-1871, médaille coloniale avec agrafe « Sahara », officier de l'Ordre de la Couronne d'Italie
- Antoine Exelmans (1865-1944), vice-amiral, commandant de la Marine française de Tunisie et préfet maritime

## Galerie

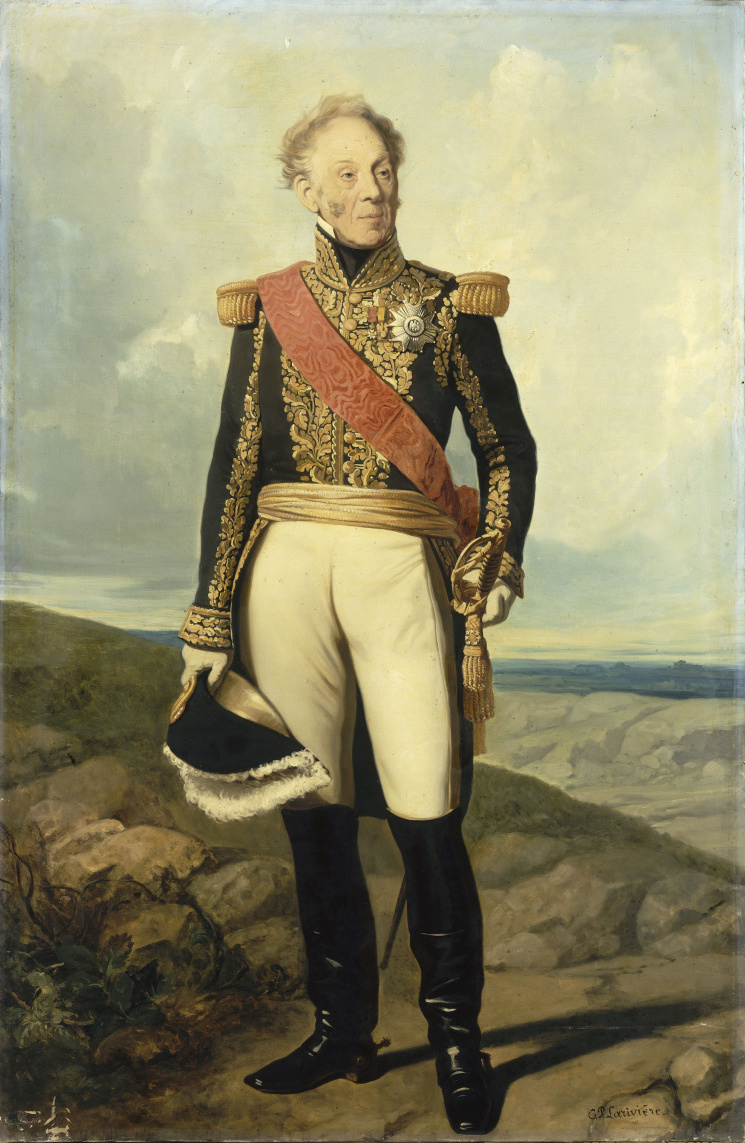
Isidore Exelmans
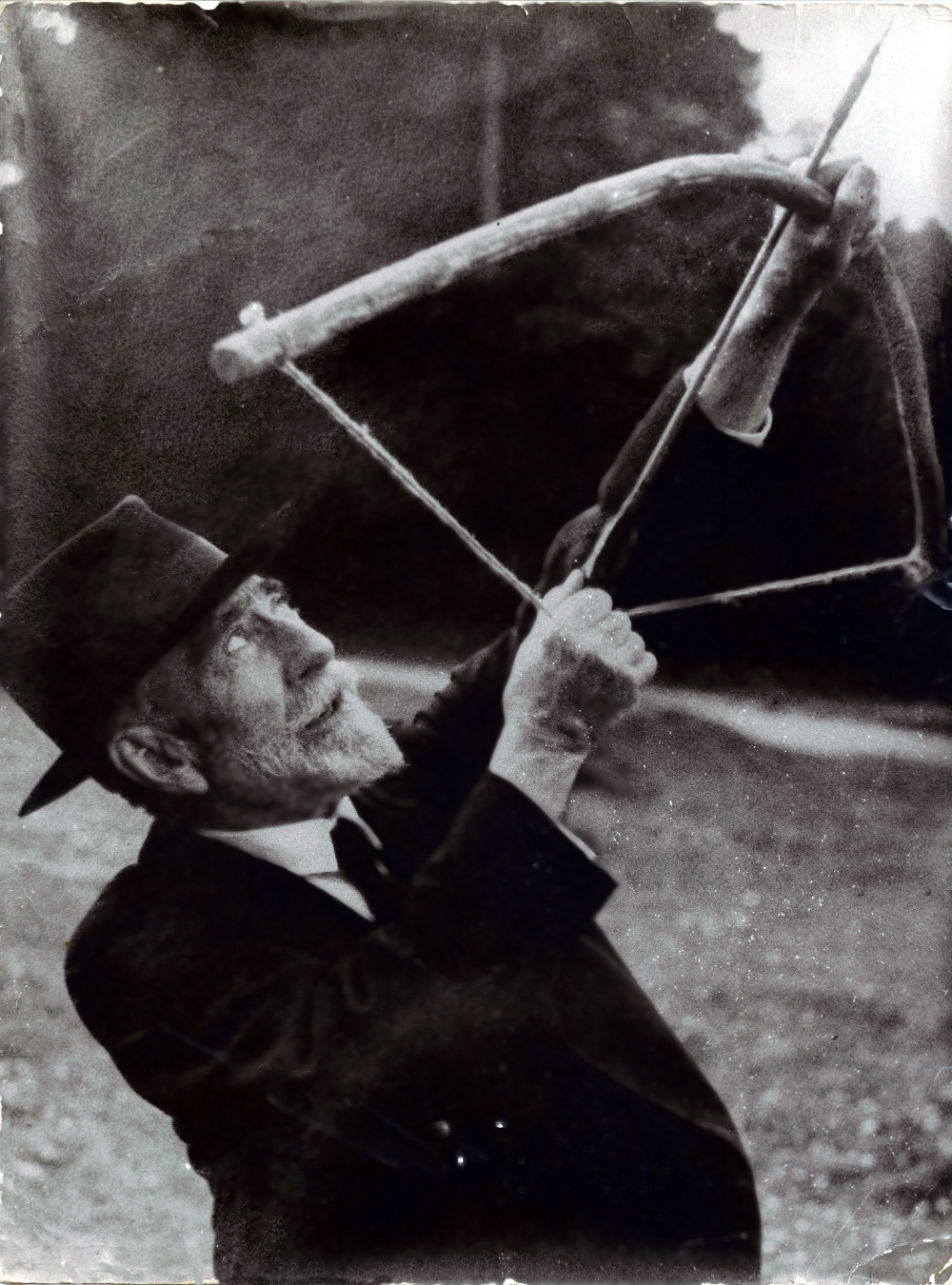
Antoine Exelmans à Kerampir au début des années 1940